# 富山県道56号富山環状線
富山県道56号富山環状線（とやまけんどう56ごう とやまかんじょうせん）は、富山県富山市を通る県道（主要地方道）である。

## 概要
富山市の市街地を取り囲むように走る道路で、起終点部が国道415号と接続している。終点部は富山県道1号富山魚津線を挟んで200 m隔てている。道路名は環状線であるが、起終点はそれぞれ神通川を挟んだ対岸にあり、正確には環状線ではない。
起終点同士は県道富山魚津線で結ばれており、この区間を含めて富山市街を取り巻く環状道路と捉えることができる。
市内南部では脇道にそれるようなルートが県道指定されており一部区間では狭路もある。

### 路線データ
- 起点：富山市千原崎（千原崎交差点、国道415号・富山県道30号富山港線交点）
- 終点：富山市四方荒屋（四方荒屋交差点、国道415号交点）
- 認定年月日：1973年（昭和48年）3月31日

## 歴史
- 1966年（昭和41年）2月5日：富山市荒川 - 同市新屋間の道路が着工[1]。
- 1973年（昭和48年）3月31日：認定
- 1982年（昭和57年）3月31日：富山市荒川 - 同市新屋間延長2,800 m、幅員20 mの道路が完成[1]。
- 1993年（平成5年）5月11日：建設省から、県道富山環状線が富山環状線として主要地方道に指定される[2]。
- 2000年（平成12年）8月22日：富山市高田 - 羽根（富山県道62号富山小杉線交差点）間1kmが開通する[3]。
- 2003年（平成15年）7月30日：婦負郡婦中町（現・富山市）鵜坂 - 塚原間が開通する[4]。
- 2005年（平成17年）9月15日：富山市石坂 - 山岸間が開通する[5]。
- 2011年（平成23年）3月26日：富山市山岸 - 田尻間が開通する[6]。

## 路線状況

### 通称
草島線（草島東線・草島西線）とは大半の区間で重複する。詳細については富山市内の通りを参照。
- 草島東線（富山市：起点 - 天正寺交差点）
- 草島西線（富山市：黒瀬交差点 - 終点）

### 重複区間
- 国道415号（起点 - 富山市下飯野・富山東高校前交差点）
- 富山県道6号富山立山公園線（富山市天正寺・天正寺交差点 - 富山市開・開（北）交差点）
- 富山県道175号新庄大山線（富山市開・開（北）交差点 - 富山市東流杉・東流杉交差点）
- 富山県道188号東猪谷富山線（富山市上袋 - 富山市赤田・赤田北交差点）
- 国道41号（富山市赤田・赤田交差点 - 富山市上袋・上袋交差点）
- 国道359号（富山市黒瀬北町・黒瀬交差点 - 富山市婦中町塚原字島黒瀬・婦中大橋西口交差点）
- 富山県道7号富山八尾線（富山市田刈屋・田刈屋（南）交差点 - 富山市田尻南・田尻交差点）
- 富山県道1号富山魚津線（富山市田尻南・田尻交差点 - 富山市四方荒屋・四方荒屋交差点）

## 地理

### 通過する自治体
- 富山市

### 交差する道路

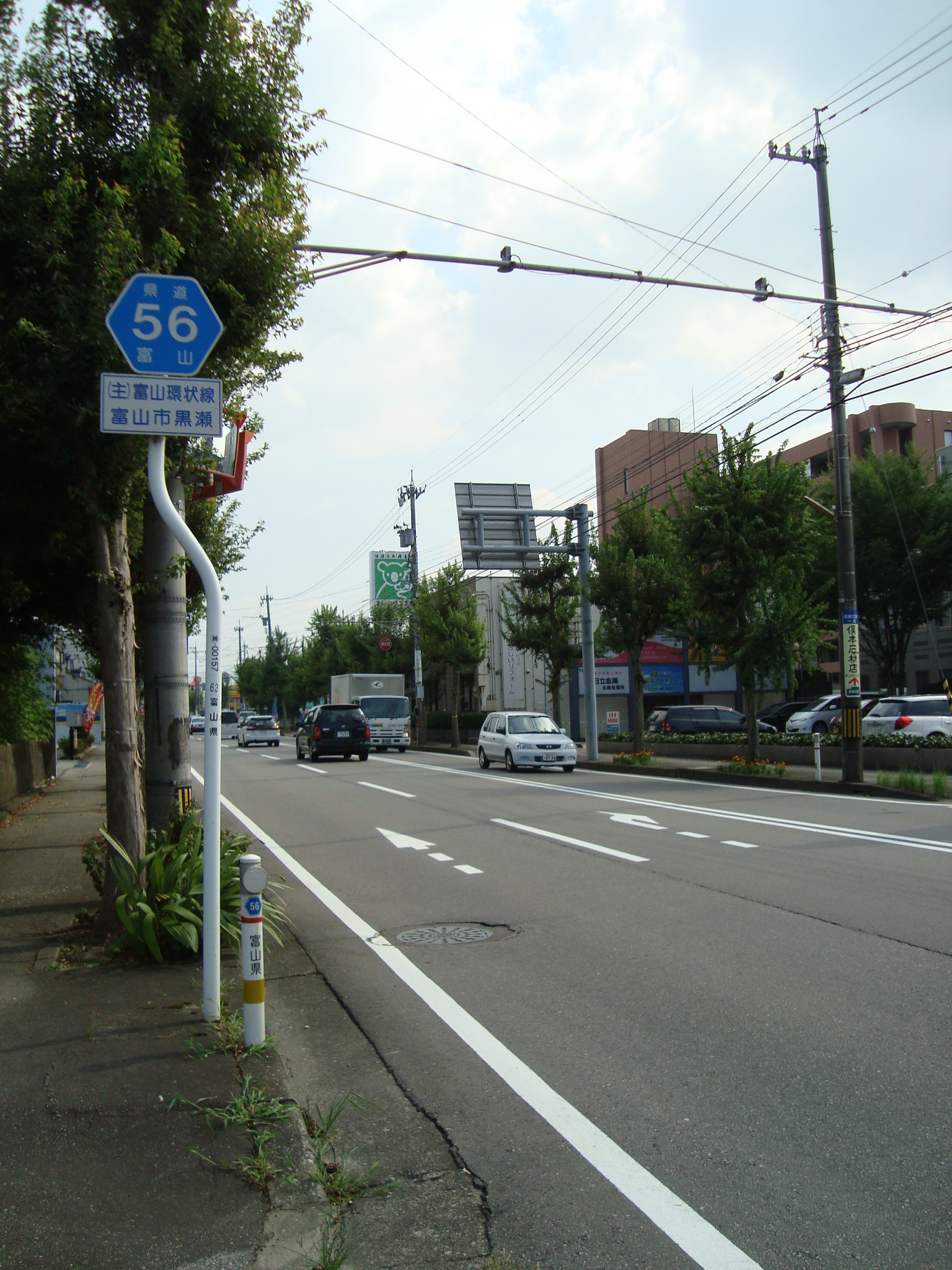
黒瀬交差点付近

- 国道415号・富山県道30号富山港線（富山市千原崎・千原崎交差点、起点）
- 富山県道173号千原崎東富山停車場線（富山市住友町・岩瀬スポーツ公園前交差点）
- 富山県道172号八幡田稲荷線（富山市中田・中田交差点）
- 国道415号（富山市下飯野・富山東高校前交差点）
- 富山県道171号浜黒崎宮町線（富山市楠木交差点）
- 国道8号（富山市新屋・新屋交差点）
- 富山県道65号富山大沢野線（富山市飯野・飯野交差点）
- 富山県道177号蓮町新庄線（富山市上飯野北早稲田・上飯野交差点）
- 富山県道316号稲荷町新庄線（富山市新庄町・新庄郵便局前）
- 国道41号（富山市荒川・荒川東部交差点）
- 富山県道6号富山立山公園線（富山市天正寺・天正寺交差点）
- 富山県道6号富山立山公園線・富山県道175号新庄大山線（富山市開・開（北）交差点）
- 富山県道3号富山立山魚津線（富山市古寺）
- 富山県道175号新庄大山線（富山市東流杉・東流杉交差点）
  - 北陸自動車道 流杉スマートインターチェンジ（富山市流杉、市道を経由して接続）【北緯36度40分1.6秒 東経137度16分7.1秒 / 北緯36.667111度 東経137.268639度】
- 富山県道178号流杉双代線（富山市横内・横内交差点）
- 富山県道174号上滝山室線（富山市太田・太田交差点）
- 富山県道179号三室荒屋富山線（富山市本郷町・本郷町（四）交差点）
- 富山県道65号富山大沢野線（富山市本郷町）
- 富山県道43号富山上滝立山線（富山市堀・堀交差点）
- 富山県道188号東猪谷富山線（富山市上袋）
- 富山県道188号東猪谷富山線（富山市赤田・赤田北交差点）
- 国道41号（富山市赤田・赤田交差点）
- 国道41号（富山市上袋・上袋交差点）
- 国道359号（富山市黒瀬北町・黒瀬交差点）
- 富山県道69号富山笹津線（富山市萩原）
- 国道359号（富山市婦中町塚原字島黒瀬・婦中大橋西口交差点）
- 富山県道62号富山小杉線（富山市羽根・羽根（東）交差点）
- 富山県道44号富山高岡線（富山市五福・五福交差点）
- 富山県道7号富山八尾線（富山市田刈屋・田刈屋（南）交差点 - 富山市田尻南・田尻交差点）
- 富山県道1号富山魚津線・富山県道7号富山八尾線（富山市田尻南・田尻交差点）
- 国道415号・富山県道205号練合宮尾線（富山市四方荒屋・四方荒屋交差点、終点）